# Tragopa funerula
Tragopa funerula är en insektsart som beskrevs av Leon Fairmaire. Tragopa funerula ingår i släktet Tragopa och familjen hornstritar. Inga underarter finns listade i Catalogue of Life.